# غابرييل إل ريغيستان
غابرييل أرشاكافيتش أوركلاينتس (بالروسية: Габриэ́ль Арша́кович Урекля́нц) (بالأرمنية: Ուրեկլյանց Գաբրիել Արշալույսի)‏ ويعرف بلقب إل ريغيستان (بالروسية: Эль-Регистан) (بالأرمنية: Էլ-Ռեգիստան)‏ (15 أكتوبر 1899 — 30 يوليو 1945) صحفي وكاتب أرميني سوفيتي، شارك في تأليف كلمات نشيد الاتحاد السوفيتي (نسخة 1945) (مع سيرغي ميخاكلوف).

## نشأته
ولد في سمرقند (وهناك مصادر تقول أنه ولد في تبليسي) في 15 أكتوبر 1899 لعائلة أرمنية.

## حياته الشخصية
كان متزوجًا من الفنانة المسرحية فاليا غالانينا، وقد تعرف عليها على خشبة المسرح حينما كان عمرها 15 عامًا، وكان عمر غابرييل 38 عامًا، وتزوجا عام 1940 حينما كان عمرها 17 عامًا.

## وفاته
توفي في 30 يوليو 1945 في موسكو، ودفن في مقبرة نوفوديفتشي.